# Морска геология
Морската геология (геологическа или геоложка океанография) изучава състава, строежа и историческото развитие на земната кора, покрита от Световния океан. Включва геофизични, геохимични, седиментоложки и палеонтоложки изследвания на океанското дъно и крайбрежната зона. Морската геология има силни връзки с тектониката, геофизиката и физическата океанография.

## История на морската геология в България
С цел комплексно изучаване на природните процеси в морето през 1973 г. е създаден Институтът за морски изследвания и океанология (днес Институт по океанология „Професор Фритьоф Нансен“ към Българската академия на науките). През 1978 г. е създадена секция „Морска геоморфология и кватернерна геология“, която през 1989 г. се разделя на секция „Морска геоморфология и палеогеография“, секция „Морска геология и геохимия“ и лаборатория „Морска геофизика“. Трите научни звена се обединяват през 1997 г. в секция „Морска геология“ (от 1999 г. „Морска геология и археология“ с ръководител проф. Петко Димитров). Секция „Морска геология и археология“ изучава литологията, стратиграфията на седиментните секвенции; геоморфологията на морското дъно в западната част на Черно море; трансгресивно-регресивните цикли в кватернерната еволюция на басейна; темпа и спецификата на съвременната литогенеза на континенталния шелф, континенталния склон и абисалното дъно; изследване на геоложкия риск, геофизичните полета и минерални ресурси в българския сектор на Черно море; изследване на крайбрежните и подводни археологически ландшафти.